# 佩特沃思
佩特沃思是英格蘭西薩塞克斯的一個城市。2001年，該鎮有人口2,775人。